# Complexo Calavuno
O Complexo Calavuno (árabe: مجمع قلاون) é um enorme complexo religioso no Cairo, Egito, construído pelo sultão Calavuno entre 1284 e 1285. Está localizado em Bayn al-Qasrayn, na rua al-Muizz, e, tal como muitos outros complexos religiosos, inclui um hospital (bimaristão), uma madraça e um mausoléu. Apesar da controvérsia em torno da sua construção, este edifício é amplamente considerado como um dos principais monumentos do Cairo Histórico e da arquitetura mameluca, notável pela dimensão e âmbito das suas contribuições para a bolsa de estudos jurídicos e operações de caridade, bem como pela riqueza da sua arquitetura.

## História

### Contexto histórico
O Complexo Calavuno foi construído sobre as ruínas do Palácio Ocidental Fatímida, com vários salões no Palácio. Calavuno demorou meia década para construir o seu monumento, depois de ter consolidado o seu domínio e lutado contra os mongóis na Síria.  A estrutura está situada no coração do Cairo, na prestigiada rua Bayn al-Qasrayn, e tem sido um centro de importantes cerimônias religiosas islâmicas e rituais da corte durante séculos, desde a dinastia mameluca até o Império Otomano.
Este complexo é um dos muitos edifícios mamelucos que fizeram do Cairo uma metrópole florescente nos séculos XIII a XVI. É um dos muitos complexos religiosos (complexos multifuncionais totalmente integrados, muitas vezes centrados em torno do túmulo de figuras religiosas ou patronos que incluíam turbas ou complexos funerários, khanqahs e outros edifícios) que serviam muitos objetivos, incluindo a exaltação do patrono através da exibição da sua riqueza, piedade e legitimidade.

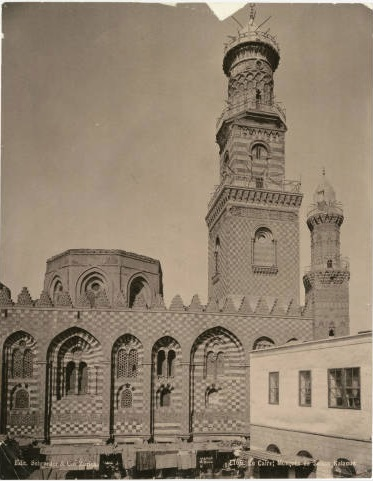
Fachada do complexo do Sultão Calavuno na rua al-Muizz

### Construção e controvérsias
O complexo funerário do sultão Calavuno, incluindo a madraça e o mausoléu, levou 13 meses para ser construído e ficou em construção de 1284 a agosto de 1285. Esse fato é notável, considerando o tamanho e o escopo do complexo. O hospital levou menos de seis meses para ser concluído, enquanto o mausoléu e a madraça levaram cerca de quatro meses cada. O projeto de construção foi supervisionado pelo emir 'Alam al-Din Sanjar al-Shuja'i al-Mansuri (عَلَمُ الدِّينِ سَنْجَرُ الشُّجَاعِيُّ المَنْصُورِيُّ‎, romanizado ʿAlam ad-Dīn Sanǧar aš-Šuǧāʿī al-Manṣūrī), cuja rápida conclusão desse projeto gigantesco por meio de métodos ilícitos resultou em controvérsia e associações negativas duradouras com o monumento. Na história dos monumentos do Cairo, de Almacrizi, ele relata que a construção do complexo foi concluída com o trabalho forçado de construtores, transeuntes da área e prisioneiros de guerra mongóis, todos supostamente sujeitos a "abusos brutais". Além de empregar práticas trabalhistas brutais, o Sanjar também adquiriu ilegalmente propriedades e expulsou à força seus habitantes para concluir o complexo. Os meios pelos quais esse complexo foi construído fizeram com que alguns estudiosos religiosos pedissem o boicote de tais complexos. Apesar da controvérsia em torno de sua construção, após sua conclusão, o complexo foi considerado um dos mais belos edifícios da época, que incluía uma escola (madraça), um hospital (bimaristão) e um mausoléu, com uma intrincada cúpula. Os historiadores afirmam que as colunas que sustentam a estrutura do mausoléu foram feitas de granito, mármore e outros materiais que foram retirados do palácio e da cidadela de Sale Aiube (mestre de Calavuno) na Ilha Roda. O complexo foi construído em três etapas, sendo que o Hospital foi concluído primeiro, o Mausoléu e, por fim, a escola.

### Restaurações
Após um terremoto em 1302 que destruiu muitas estruturas no Cairo, Anácer Maomé, filho e sucessor de Calavuno, reconstruiu o complexo e seu minarete em uma campanha para restaurar as mesquitas danificadas. Outra restauração ocorreu quando Abdul-Rahman Katkhuda criou um Sabil otomano do outro lado da rua em 1776.

### Século XIX
O arquiteto Pascal Coste usou o complexo como uma das fontes para seu livro Architecture arabe: ou Monuments du Kaire, mesurés et dessinés, de 1818 a 1825. Coste trabalhou no complexo a partir de julho de 1817 como especialista em infraestrutura contratado por Muhammad Ali. Conforme identificado por Eva-Maria Troelenberg, os desenhos de Coste procuraram ajustar e definir os ângulos da estrutura para reimaginar o edifício como um espaço urbano modernizado.

## Descrição

### Panorama geral
O complexo consiste em uma tumba, madraça, mesquita e um hospital, dispostos em ambos os lados de um longo corredor central. Ao entrar por um pequeno portal, a madraça fica à esquerda, com quatro ivãs dispostos em torno de uma quadra aberta com uma piscina no centro. A longa passagem que segue sustenta o minarete acima e é coberta por um teto de madeira, o que torna a iluminação do monumento bastante escura. O mausoléu, que abriga os corpos do Sultão Calavuno e de seu filho, Anácer, fica no lado da rua do complexo, entre a passagem de entrada e a madraça do Sultão Barcuque. A parede quibla do mausoléu e do ivã de oração ficam próximos à rua. O hospital não é visível do beco, pois está localizado na parte de trás da passagem longa.

### Exterior

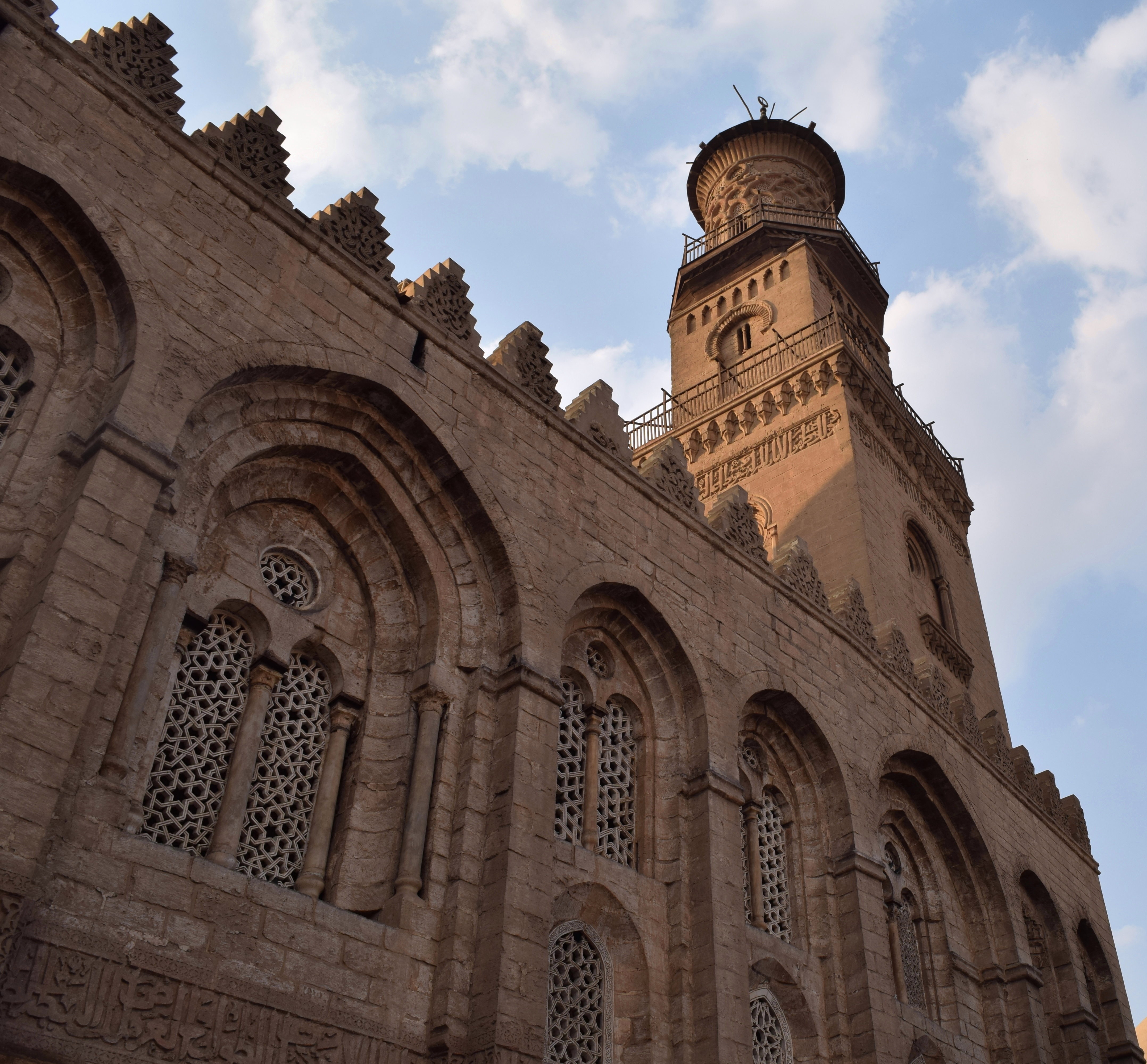
Vista do minarete e das janelas gradeadas da fachada

A estrutura externa do complexo Calavuno tem muitas inovações exclusivas na arquitetura mameluca. O salão de orações da madraça se projeta para a rua, afirmando a proeminência do complexo. O minarete de três andares da madraca, posicionado de forma única perto da entrada do edifício, tem uma cornija de papiro que remete ao governo dos faraós, servindo para legitimar o governo mameluco. A fachada de 67 metros de comprimento do complexo apresenta semelhanças com os estilos gótico e das cruzadas. A fachada foi construída com blocos de cantaria e consiste em tamanhos variados de painéis com arcos quebrados que se juntam para fechar janelas individuais. O portal de entrada do edifício consiste em um arco arredondado que envolve um arco quebrado com aduelas listradas em ablaq, enjuntas com padrões geométricos e uma janela dupla gradeada com um óculo. O óculo e a janela acoplada são elementos que ecoam no portal de entrada do mausoléu, que é decorado com estuque magistral. As janelas desse complexo são abertas e com grades, o que permite que as orações e recitações do Alcorão sejam ouvidas no edifício durante todo o dia. As fachadas da madraça e do mausoléu são conectadas por uma inscrição dourada do fundador do complexo e datas importantes da inauguração e conclusão do edifício.

### Interior

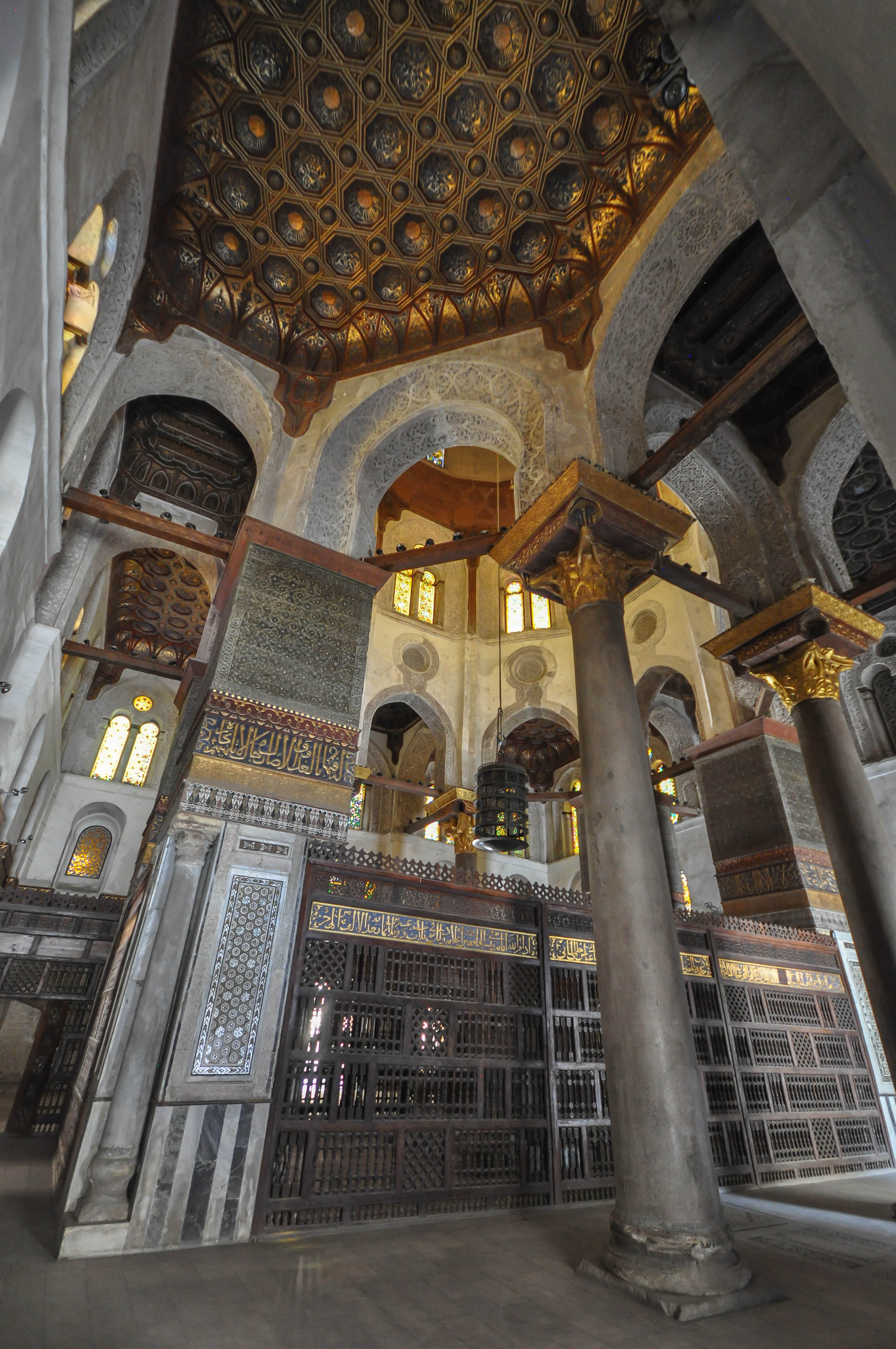
Estuque esculpido, mosaico de mármore e cofres de madeira dourada no interior do complexo Calavuno.

O mausoléu e a madraça ficam um em frente ao outro em um corredor, enquanto o hospital está situado no final desse corredor, que leva a um pátio retangular. Existem vários ivãs no complexo, nesse pátio e no pátio do hospital. As paredes do interior são decoradas com mosaico de mármore e estuque esculpido, enquanto os tetos são decorados com cofres de madeira pintados e dourados. Os pisos são decorados com intársia de pedra, e o mirabe, elegantemente adornado, é decorado com mosaico de vidro.

### O Mausoléu

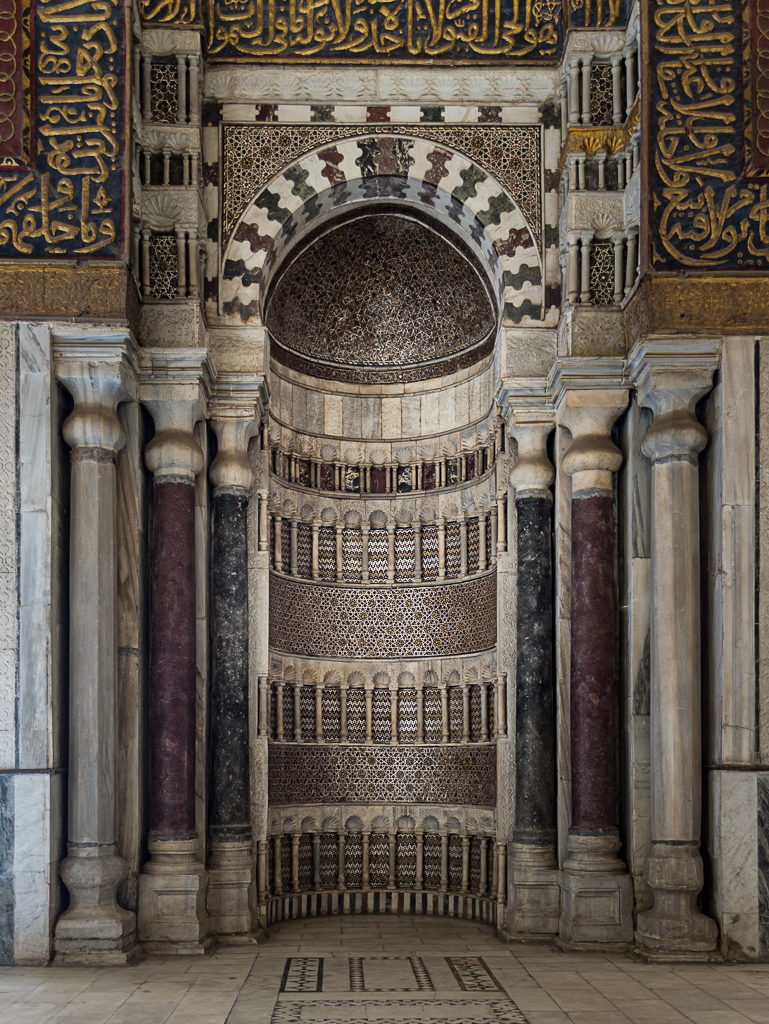
Mirabe no mausoléu de Calavuno.

O mausoléu abriga os corpos do Sultão Calavuno e de seu filho, Anácer Maomé. O mausoléu consiste em um grande retângulo que inclui quatro pilares e quatro colunas, dispostos de modo a formar um octógono sobre o qual repousa um tambor alto encimado por uma cúpula. O eixo do mausoléu corresponde à ampla baía mais próxima da entrada, que emoldura apenas uma janela, e a parte inferior corresponde à parte de trás do mirabe. As colunas têm capitéis coríntios e, acima delas, há uma moldura em arco canopial contínua. Um metro acima das colunas há uma faixa de inscrições que datam de quando EmĪr Gamāl ad-Dīn Aqqūsh foi nomeado diretor do Hospital. Cada pilastra no lado sudoeste do mausoléu é decorada para combinar com a pilastra oposta a ela. Acima dos capitéis das colunas há um friso, dividido em duas faixas. A faixa inferior é decorada com volutas de videira, compostas por grandes folhas pentagonais. A faixa superior consiste em uma inscrição nasqui em letras grandes em relevo feitas de estuque. O mirabe do mausoléu é frequentemente considerado o mais luxuoso de seu tipo. Isso contrasta com o mirabe da madraça, que é menos grandioso em tamanho e estética geral. O perfil em formato de ferradura do mirabe é ladeado por três colunas feitas de mármore.
O Mausoléu de Calavuno é importante porque sua cúpula servia como um centro cerimonial para a investidura de novos emires. A cúpula tornou-se um símbolo de um novo poder, uma troca de guarda, significando assim um novo centro de poder mameluco, que desfrutou de grande prosperidade entre os séculos XIII e XVI. A cúpula do mausoléu foi demolida pelo governador otomano do Egito, Abdul-Rahman Katkhuda, e depois reconstruída em arquitetura otomana. No entanto, o Comitê para reserva de monumentos árabes construiu outra cúpula para substituir a cúpula de Abdul-Rahman Katkhuda em 1908.

### A madraça

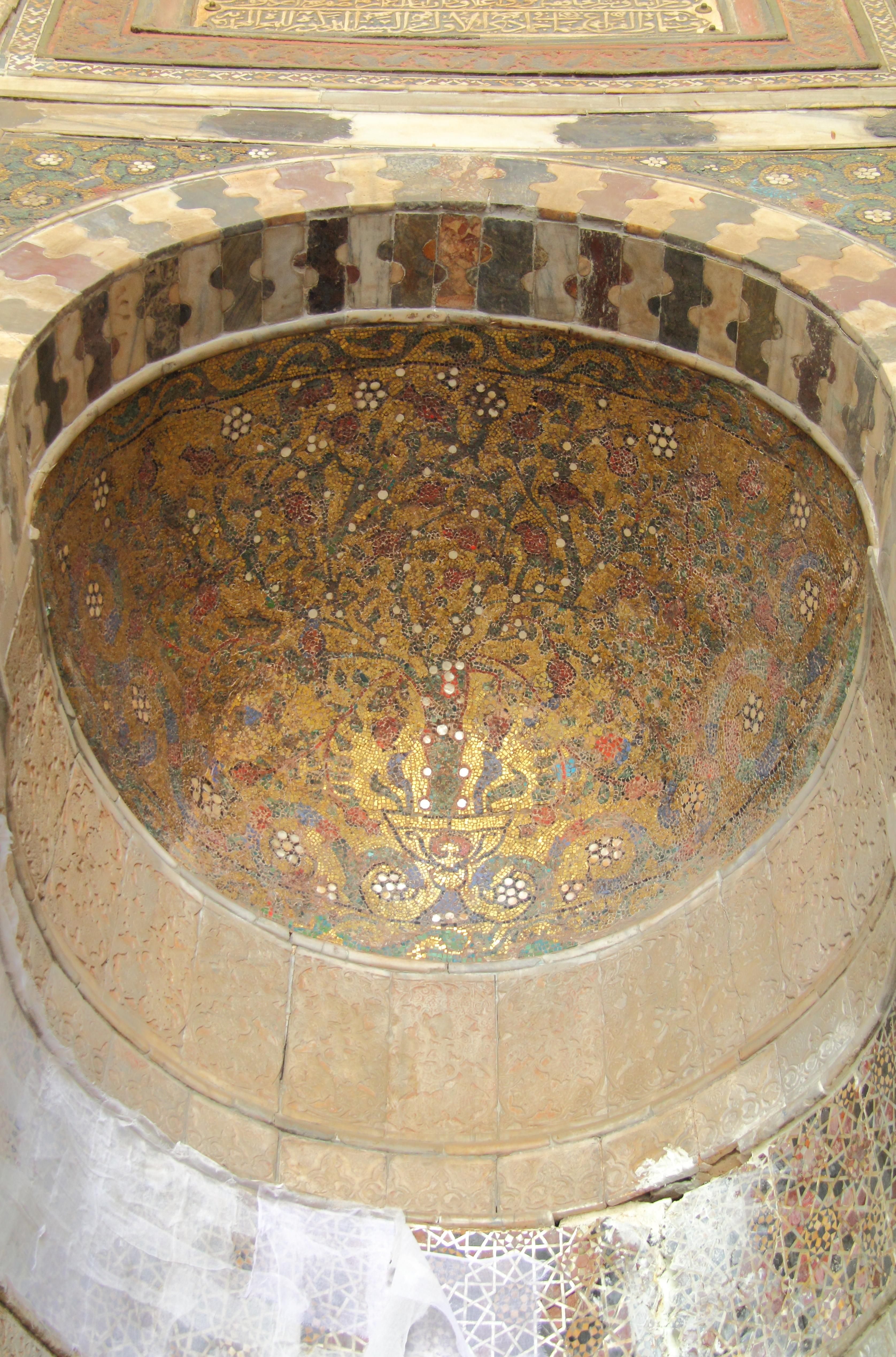
Mirabe da madraça com mosaico naturalista de vidro e madrepérola.

Na madraça, as quatro escolas jurídicas, ou as quatro madhhabs da lei islâmica, eram ensinadas regularmente. Outros ensinamentos abrigados na madraça incluíam o Hadith e o ensino da medicina. A madraça tinha dois ivãs e dois recessos, conforme evidenciado pelo documento waqf que a acompanha. No lado leste da madraça, há três andares de dormitórios de estudantes, sendo que os andares superiores estão disponíveis por meio de uma escada. O grande pátio da madraça era pavimentado com mármore policromado.
A fachada da madraça inclui uma continuação da inscrição vermelha e dourada encontrada na fachada do mausoléu. Há dois painéis altos com arcos quebrados em cada lado e três arcos centrais menores que contêm duas camadas de janelas. A fachada da madraça que leva ao pátio contém um arco central dividido em dois andares de três arcos consecutivos, dos quais o arco central era o maior. Embora originalmente existissem três óculos na fachada, apenas um permanece até hoje. Toda essa estrutura em arco é acompanhada por três andares de arcos menores em cada lado.
O mirabe da madraça tem um arco em forma de ferradura semelhante ao do mausoléu, mas é menor e menos elaborado e sua concha é marcada com mosaicos de vidro e madrepérola, em vez de mosaicos de mármore. A cor vermelha profunda usada nos mosaicos se destaca. O mosaico contém uma decoração naturalista e de rolagem, ao contrário do mirabe do mausoléu, que apresenta um mosaico geométrico. O uso de mosaicos de vidro aponta para a tradição omíada, como visto no Cúpula da Rocha; o renascimento desse meio durante esse período no Cairo serve para legitimar o governo do sultão mameluco dentro de uma história islâmica.

### O hospital
Embora não seja visível da rua, o hospital já foi o hospital mais luxuoso e impressionante de sua época. O hospital funcionou por mais de 500 anos e estava tratando pacientes durante o final do período otomano antes de ser demolido em 1910. O hospital oferecia muitas comodidades aos doentes e aos pobres, além do tratamento médico, incluindo medicamentos, abrigo, alimentos e roupas. Informações sobre a produção de medicamentos para tratamento médico, pesquisa e o ensino que ocorria no hospital foram extraídos de documentos de um waqf da época. O historiador islâmico medieval Almacrizi tem suas próprias observações sobre a história do hospital. De acordo com Almacrizi, o sultão Calavuno recebeu inspiração para construir o hospital como resultado de um voto que ele havia feito quando estava doente no Bimaristão de Nur ad-Din em Damasco, depois do qual jurou copiá-lo. A entrada original era um corredor em forma de L que dividia o mausoléu da madraça, que media cerca de 21 por 33 metros. Os desenhos feitos por Pascal Coste entre 1815 e 1825 mostram que o edifício foi planejado em dois eixos em ângulos retos entre si. Quatro ivãs foram localizados no hospital. Entre os quatro ivãs, havia salas, algumas das quais eram enfermarias, latrinas, depósitos e necrotérios. O maior ivã foi decorado com uma faixa de ornamentos de estuque semelhante aos da mesquita de Baybars e do mausoléu de Mustafā Pasha.